# One shilling vert
Le One shilling vert est un timbre-poste d'usage courant britannique émis en 1867. Il est à l'effigie de la reine Victoria et reprend les dispositifs de repérage de ses prédécesseurs depuis le Penny Black : lettres dans les coins du timbres. Son filigrane est une rose dessinée de la tige aux pétales.
Il a été énormément utilisé à la Bourse de Londres : chaque ordre d'achat devait être confirmé par télégramme. Les cambistes conservaient les télégrammes affranchis du One schilling vert quelque temps pour les cas de réclamation, avant de les revendre à des récupérateurs de vieux papiers.
Des faussaires auraient réussi à détourner plus de 10 000 livres sterling dans les années 1870. L'affaire éclate en 1880 lorsqu'un marchand de timbre londonien, Nissen, signale un grand nombre de faux dans un lot de one schilling qu'il s'est procuré, et tous oblitérés de la Bourse de Londres (cachet à date marqué « Stock Exchange »). La police remonte à l'origine de ce lot : des ouvriers couvreurs ont découpé quelques centaines de fragments timbrés sur des télégrammes contenus dans des nombreux sacs de vieux télégrammes récupérés par la compagnie Watford Pulpers. Faute d'être aidée par celle-ci, la police n'arrêta personne. Seul est nommé un suspect en 1915 (il est alors sénile) : George Smith, ancien télégraphiste à la Bourse ; à 40 ans, en 1876, il avait pris sa retraite pour ouvrir un pub. Pour la police, le télégraphiste écoulait un stock de faux timbres sur les télégrammes et conservait le shilling payé par les cambistes.
Les faux One shilling vert sont d'une assez bonne qualité, imprimé en vert foncé sur un papier sans filigrane. Parmi les exemplaires circulant sur le marché philatélique, certains ont été écoulés par les couvreurs avant la saisie par la police, et une centaine ont été récupérés par un inspecteur de police avant leur destruction. Un faux timbre de ce type a un prix supérieur au véritable, d'où le commentaire d'Henry Rouver : « Lorsqu'un "one shilling" vert porte une telle oblitération "Stock Exchange", priez le ciel pour qu'il s'agisse d'un faux. »